# Urticastrum pterostigma
Urticastrum pterostigma là loài thực vật có hoa trong họ Tầm ma. Loài này được (Wedd.) Kuntze miêu tả khoa học đầu tiên năm 1891.